# Ambasciatore d'Italia in Canada
L'ambasciatore d'Italia in Canada (in inglese Italian Ambassador to Canada; in francese Ambassadeur d'Italie au Canada) è il capo della missione diplomatica della Repubblica Italiana in Canada.
Dal 5 dicembre 2024 l'ambasciatore d'Italia in Canada è Alessandro Cattaneo.

## Lista degli ambasciatori
Quella che segue è una lista degli ambasciatori italiani in Canada.
| Periodo                         | Capo missione                              | Sede   | Nominato dal governo   | Accreditato da              | Note  |
| ------------------------------- | ------------------------------------------ | ------ | ---------------------- | --------------------------- | ----- |
| febbraio 1948 - settembre 1948  | Carlo Fecia di Cossato                     | Ottawa | Governo De Gasperi IV  | William Lyon Mackenzie King |       |
| ottobre 1948 - febbraio 1952    | Marco Di Stefano                           | Ottawa | Governo De Gasperi V   | Louis Saint-Laurent         |       |
| marzo 1952 - gennaio 1955       | Corrado Baldoni                            | Ottawa | Governo De Gasperi VII | Louis Saint-Laurent         |       |
| febbraio 1955 - dicembre 1958   | Sergio Fenoaltea                           | Ottawa | Governo Scelba         | Louis Saint-Laurent         |       |
| gennaio 1959 - maggio 1959      | Adolfo Alessandrini                        | Ottawa | Governo Fanfani II     | John Diefenbaker            |       |
| luglio 1959 - novembre 1965     | Carlo De Ferrariis Salzano                 | Ottawa | Governo Segni II       | John Diefenbaker            |       |
| luglio 1966 - novembre 1970     | Alessandro Farace                          | Ottawa | Governo Moro III       | Lester Pearson              |       |
| dicembre 1970 - agosto 1971     | Paolo Pansa Cedronio                       | Ottawa | Governo Colombo        | Pierre Trudeau              |       |
| settembre 1971 - settembre 1975 | Maurizio De Strobel di Fratta e Campocigno | Ottawa | Governo Colombo        | Pierre Trudeau              |       |
| settembre 1975 - settembre 1980 | Giorgio Smoquina                           | Ottawa | Governo Moro IV        | Pierre Trudeau              |       |
| settembre 1980 - settembre 1985 | Francesco Paolo Fulci                      | Ottawa | Governo Cossiga II     | Pierre Trudeau              |       |
| settembre 1985 - aprile 1990    | Valerio Brigante Colonna                   | Ottawa | Governo Craxi I        | Brian Mulroney              |       |
| maggio 1990 - gennaio 1994      | Sergio Balanzino                           | Ottawa | Governo Andreotti VI   | Brian Mulroney              |       |
| luglio 1994 - settembre 1998    | Andrea Negrotto Cambiaso                   | Ottawa | Governo Berlusconi I   | Jean Chrétien               |       |
| novembre 1998 - febbraio 2001   | Roberto Nigido                             | Ottawa | Governo D'Alema I      | Jean Chrétien               |       |
| settembre 2001 - dicembre 2005  | Marco Colombo                              | Ottawa | Governo Berlusconi II  | Jean Chrétien               |       |
| gennaio 2006 - novembre 2009    | Gabriele Sardo                             | Ottawa | Governo Berlusconi III | Paul Edgar Philippe Martin  |       |
| gennaio 2010 - gennaio 2013     | Andrea Meloni                              | Ottawa | Governo Berlusconi IV  | Stephen Harper              |       |
| 2 aprile 2013 -marzo 2017       | Gian Lorenzo Cornado                       | Ottawa | Governo Monti          | Stephen Harper              | [ 2 ] |
| 20 marzo 2017 -maggio 2021      | Claudio Taffuri                            | Ottawa | Governo Gentiloni      | Justin Trudeau              |       |
| 3 maggio 2021 -dicembre 2024    | Andrea Ferrari                             | Ottawa | Governo Draghi         | Justin Trudeau              |       |
| 5 dicembre 2024                 | Alessandro Cattaneo                        | Ottawa | Governo Meloni         | Justin Trudeau              |       |

## Altre sedi diplomatiche d'Italia in Canada
Oltre l'ambasciata a Ottawa, esiste un'estesa rete consolare della repubblica italiana nel territorio canadese:
| Tipologia                   | Sede      | Note                                                                      |
| --------------------------- | --------- | ------------------------------------------------------------------------- |
| Consolato Generale d'Italia | Montréal  | Consolato di Montreal (archiviato dall'url originale il 29 luglio 2013).  |
| Consolato Generale d'Italia | Toronto   | Consolato di Toronto (archiviato dall'url originale il 14 luglio 2013).   |
| Consolato Generale d'Italia | Vancouver | Consolato di Vancouver (archiviato dall'url originale il 7 ottobre 2010). |